# Takarajimasha
Takarajimasha, Inc. (株式会社 宝島社, Kabushiki gaisha Takarajimasha) est une maison d'édition japonaise basée à Chiyoda dans la préfecture de Tokyo. Elle est connue pour publier des magazines de mode axés sur la sous-culture destinés aux adolescents,, des magazines de mode en général, ainsi que des guides.

## Historique
La société a été fondée le 22 septembre 1971 en tant qu'entreprise de conseil du gouvernement local sous le nom de JICC, Inc. (株式会社ジェー・アイ・シー・シー, Kabushikigaisha Jē Ai Shī Shī). Fondée par certains anciens étudiants révolutionnaires de l'Université Waseda, elle a commencé à publier en mai 1974 son premier magazine, Takarajima, un magazine axé sur la sous-culture japonaise (en),, suivi par Bessatsu Takarajima en mars 1976. Kono Mystery ga Sugoi! (en), un magazine de guides, a été publié pour la première fois en décembre 1989, tandis que le magazine de mode Cutie a été publié pour la première fois en septembre 1989. Le 1er avril 1993, la société a changé son nom pour Takarajimasha. Smart, Spring et Sweet, tous des magazines de mode destinés aux jeunes,, sont publiés respectivement depuis octobre 1995, février 1996 et mars 1999. Takarajimasha est également connu pour avoir créé en 2005 le concept de « brand mook », un mook présentant un catalogue de nouveautés d'une marque et un produit en édition limitée de cette marque.

## Publications

### Mode
Destiné aux adolescentes
- Cutie
- Spring
- Mini
- Steady

Destiné aux femmes de 20 à 30 ans
- Sweet
- InRed

Destiné aux femmes dans la quarantaine
- Glow
- Linen (リンネル, Rinneru?)

Destiné aux hommes
- Smart
- Men's Roses

### Autres
| Actuellement - Takarajima (宝島) - Bessatsu Takarajima (別冊宝島) - Kono Mystery ga Sugoi! (en) (このミステリーがすごい!) - Kono light novel ga sugoi! (このライトノベルがすごい!) - Kono Manga ga sugoi! (このマンガがすごい!) - Kono Anime ga sugoi! (このアニメがすごい!) - Kono eiga ga sugoi! (この映画がすごい!) - Inakagurashi no hon (田舎暮らしの本) | Ancien - Weekly Shōnen Takarajima (週刊少年宝島, Shūkan Shōnen Takarajima) - CUTiE Comic - Takarajima 30 (宝島30) - Famicon hisshō hon (ファミコン必勝本) - UltraOne (ウルトラONE, Urutora Wan) - Boom - Band yarouze (バンドやろうぜ, Bando yarouze) |

### Annotations
1. ↑  Un mook est un livre qui a le contenu et le format d'un magazine, mais est conçu pour être en vente pendant une période plus longue qu'un magazine, comme un livre[6].

### Sources
1. 1 2  (ja) « 会社概要 », sur tkj.jp (consulté le 11 décembre 2019)
2. 1 2  (en) Brian Moeran et Lise Skov, Women, Media and Consumption in Japan, Routledge, 2013, 229–230 p. (ISBN 978-1-136-78273-2, lire en ligne)
3. 1 2 3  (en) Michael Fitzpatrick, « Manga mania grips schoolgirls », sur tes.co.uk, 11 mai 2008 (version du 18 avril 2016 sur Internet Archive)
4. 1 2 3 4 5 6  (ja) « 沿革 », sur tkj.jp (consulté le 11 décembre 2019)
5. ↑  (en) Francesco Bonami, Raf Simons et Maria Luisa Frisa, The fourth sex : adolescent extremes, Charta, 2003, 330 p. (ISBN 978-1-136-78273-2, lire en ligne), p. 265
6. 1 2 3  (en) Juro Osawa, « Meet Japan's 'Brand Mooks': Half-magazine, Half-book, All Hit », sur The Wall Street Journal, 20 octobre 2010 (consulté le 11 décembre 2019)